# Вбивство сім'ї Вотс
Вбивства в родині Вотс — злочин, що трапився в місті Фредерік, штат Колорадо, США, рано вранці 13 серпня 2018 року.

## Передумови
Крістофер Вотс і Шананн Ручек були родом із Північної Кароліни. У пари було дві дочки: Белла та Селеста. На момент смерті Шанан була на 15 тижні вагітності. Сім'я Вотс жила у просторому будинку у Фредериці, штат Колорадо, який вони придбали в кредит у 2013 році. Вони оголосили про банкрутство у 2015 році. Крістофер працював нафтовиком у компанії Anadarko Petroleum. Шанан продавала біологічно активні добавки багаторівневої маркетингової компанії Le-Vel через соцмережі. Вона вела стріми, розповідаючи, як ці засоби допомогли їм позбутися хвороб, скинути вагу та підняти життєвий тонус. Вона формувала імідж успішної та дружної родини.

## Зникнення
Приблизно о 1:48 ночі 13 серпня 2018 року Шанан поверталася з семінару Le-Vel з Аризони. Її підвезла додому з аеропорту подруга та колега з Le-Vel Ніколь Аткінсон. Крістофер був удома з дочками.
Аткінсон занепокоїлася, коли Шанан не з'явилася на запланований прийом у гінеколога та не виходила на зв'язок, що було для неї нехарактерно. Після того як Шанан пропустила ділову зустріч, Аткінсон вирушила до будинку подружжя Вотс. Її дзвінки та стукіт у двері залишилися без відповіді, Аткінсон повідомила Крістофера, який був на роботі, і зателефонувала до поліцейського управління. Співробітник поліції прибув на місце близько 13.40. Крістофер дозволив поліцейському оглянути будинок. У будинку нікого не було, але поліцейські виявили сумочку Шанан з її телефоном і ключами. Її машина з автокріслами дівчаток стояла у гаражі. Обручка Шанан була знайдена на тумбочці.
Зникнення широко висвітлювалося у ЗМІ. Крістофер давав інтерв'ю місцевим ТВ-каналам благаючи повернутися додому дружину та дочок. Наступного дня до розслідування підключилися ФБР та Колорадське бюро розслідувань (CBI). Спочатку Крістофер сказав поліції, що він гадки не має, де може бути його сім'я, і що бачив свою дружину востаннє о 5:15 ранку, коли пішов на роботу. Камера відеоспостереження сусіда зафіксувала його від'їзд, але після нього ніхто будинок не залишав.

## Арешт та звинувачення
15 серпня 2018 року чоловіка було заарештовано. Він не пройшов перевірку на детекторі брехні та під час подальшого допиту зізнався у вбивстві Шанан, але спершу заперечував причетність до вбивства дітей.
Згідно з його свідченнями, у нього був роман, і того ранку він заговорив про розлучення. Дружина нібито розлютилася і задушила дівчаток, а потім у приступі гніву він задушив її та сховав тіла на території нафтосховища Анадарко Петролеум. 16 серпня тіла дівчат були виявлені в резервуарах для зберігання сирої нафти. Тіло Шанан відкопали неподалік.
21 серпня Крістоферу було пред'явлено обвинувачення за чотирма пунктами обвинувачення у навмисному вбивстві першого ступеня, зокрема за одним додатковим пунктом обвинувачення, пов'язаного зі «смертю дитини, якій ще не виповнилося 12 років, яка перебувала під опікою обвинуваченого», і незаконне переривання вагітності і три епізоди наруги над тілом померлої людини.

## Угода про визнання провини та винесення вироку
Крістофер визнав себе винним у вбивствах 6 листопада. 19 листопада його було засуджено до п'яти довічних термінів без можливості умовно-дострокового звільнення. Він отримав додатково 48 років за незаконне переривання вагітності та 36 років за наругу над померлими. 5 грудня він прибув до в'язниці суворого режиму, де відбуває довічне ув'язнення.